# マネックス証券
マネックス証券株式会社（マネックスしょうけん、英文名：Monex, Inc.）は、 東京都港区赤坂に本社を置く証券会社。マネックスグループとNTTドコモが折半で出資している。

## 概要
ゴールドマン・サックスのゼネラルパートナーだった松本大とソニー（現:ソニーグループ）が設立したマネックス証券（初代）と、日興コーディアルグループの日興ビーンズ証券の経営統合に伴う形で発足した。その後も、2010年にオリックス証券、2013年にソニーバンク証券とそれぞれ合併した。
なお、旧セゾン、旧日興ビーンズ、旧オリックス証券、旧ソニーバンク証券ともに、マネックスとの統合後は、マネックス証券（初代）ベースのサービスへと移行された。また2022年1月には新生銀行（現SBI新生銀行）、2024年1月にはイオン銀行の投資信託口座をそれぞれマネックス証券に移管。2019年4月末、総合口座数182万口座を持つ。
2023年10月4日、NTTドコモとの間で資本業務提携を締結した。2024年1月4日付で、マネックス証券はNTTドコモとマネックスグループによる共同出資会社を通じて事実上、NTTドコモの連結子会社となった。
企業理念
- 徹底したコスト管理
- ネットワーク時代を先取りした新しい金融インフラの構築
- 顧客を真の主役としたビジネスモデルの構築

MRFは、当初第一勧業アセットマネジメントを指定していたが、日興ビーンズ証券に吸収された時点で日興アセットマネジメントへ移行している。現在は日興アセットと大和アセットマネジメントの2社のMRFを採用している。
証券総合取引口座のMRF資金の出し入れができる証券カードは、クレディセゾン発行のクレジットカード一体型の提携カード「マネックス≪セゾン≫カード」のみである。セブン銀行・ゆうちょ銀行・クレディセゾンの各ATMで利用可能だが、セブン銀行以外での出金は利用手数料が発生する。同カードのクレジット利用代金の支払は証券総合取引口座のMRFの解約による自動引き落としに入会時は指定される。他金融機関口座への引き落としは入会後に所定の手続きを行えば可能である。カードを作る前に、信用取引口座や先物・オプション取引口座、くりっく株365口座などを開設すると、MRFが強制解約され預かり金口座になるため、新規申込が出来なくなる。既存会員は引き落とし口座を一般の他金融機関口座へ変更することで継続利用できる。

## 沿革
参照：

### マネックス証券（初代）
1999年（平成11年）
- 4月5日 - ソニー（初代。現:ソニーグループ）と松本大の共同出資により、株式会社マネックス設立。
- 6月16日 - マネックス証券株式会社（初代）に商号変更。
- 7月30日 - 証券業および投資顧問業の登録完了。
- 10月1日 - インターネットや電話を通じた有価証券の売買等の媒介および取次業務の開始。
- 11月1日 - 証券取引法（現:金融商品取引法）に基づく広告取扱業の兼業承認。

2000年（平成12年）
- 1月 - 富士銀行（現:みずほ銀行）の「富士サイバーバンク」を導入[11]。
- 3月27日 - 日計り取引（現在のデイトレード）を開始。
- 4月11日 - 大蔵省関東財務局（現 財務省関東財務局）より元引受業務の認可取得。
- 8月4日 - 東証マザーズに上場。
- 8月31日 -「iモード」用のサービス開始。
- 12月27日 - クレディセゾンとの間で業務提携に係る基本合意。

2001年（平成13年）
- 1月26日 - 市場外の相対取引による夜間取引「マネックスナイター」を開始。
- 4月1日 - セゾン証券を完全子会社化（同年6月30日に合併）[12]。
- 4月5日 - 新生銀行（現:SBI新生銀行）との間で業務提携に係る基本合意。
- 5月21日 - 株式ミニ投資（ミニ株）のサービス開始。
- 6月4日 -「マネックス≪セゾン≫カード」をリリース。
- 6月29日 -「Lモード」のサービス開始。
- 9月3日 -「EZweb」および「J-スカイ（現:Yahoo!ケータイ）」のサービス開始。
- 9月25日 -「アカウントアグリゲーション （マネーステーション）」サービスを日本で初めて開始。

2002年（平成14年）
- 1月15日 - 東京都千代田区丸の内へ事務所移転。
- 2月13日 - ANAマイレージクラブのパートナーに参加。
- 3月7日 - ソニー損保の自動車保険の取扱いを開始。
- 8月19日 - アイエヌジー証券会社東京支店との間で、株式貸借業務における提携を合意。

2003年（平成15年）
- 4月18日 - FXの開始。

### 日興ビーンズ証券
1999年（平成11年）
- 5月20日 - 日興ビーンズ証券株式会社を設立。
- 9月1日 - 口座開設申込の受付開始。
- 11月2日 - シティグループ（アメリカ）、日本生命、三井信託銀行（現:三井住友信託銀行）が株主に該当。

2000年（平成12年）
- 4月2日 - 投信積立「豆の木」サービス開始。
- 7月31日 - 株式注文「期限付き注文」機能の導入。
- 8月14日 -「米ドルMMF」の取扱い開始。
- 10月10日 - ユーロ建てMMF、及び豪ドル建てMMFの取扱い開始。
- 12月4日 - カバードワラントの取扱い開始。

2001年（平成13年）
- 3月12日 - インターネット・トレーディング証券を合併。
- 4月20日 -「EZweb」および「J-スカイ」のサービス開始。
- 6月29日 -「Lモード」サービスを開始。

2005年（平成17年）
- 3月25日 - 株式ミニ投資（ミニ株）のサービス開始。

### マネックス証券（2代）
2004年（平成16年）
- 8月2日 - マネックス証券（初代）と日興ビーンズ証券の経営統合により、マネックス・ビーンズ・ホールディングス（現:マネックスグループ）設立[13]。

2005年（平成17年）
- 5月1日 - マネックス証券（初代）と日興ビーンズ証券が合併、マネックス・ビーンズ証券株式会社発足[14]。
- 12月3日 - マネックス証券株式会社（2代）に商号変更。

2007年（平成19年）
- 9月7日 - イーバンク銀行（現:楽天銀行）との包括的業務提携[15]。

2010年（平成22年）
- 5月1日 - オリックス証券を合併[16]。

2012年（平成24年）
- 7月17日 - 東京都千代田区麴町へ本店移転。

2013年（平成25年）
- 1月12日 - ソニーバンク証券を合併[17]。
- 4月1日 - 吸収分割により、マネックスFXの顧客口座および関連するFXサービス事業などを承継[18]。

2015年（平成27年）
- 2月1日 - マネックスFXを合併[19]。

2017年（平成29年）
- 5月15日 - マネックス・ハンブレクトを吸収合併[20]。

2018年（平成30年）
- 10月19日 - 静岡銀行との金融商品仲介業サービスを開始[21]。

2019年（令和元年）
- 6月17日 - 徳島銀行（現 徳島大正銀行）[22]、香川銀行[23]との金融商品仲介業サービスを開始。
- 8月12日 - 三田証券との提携、TOB代理業の開始[24]。

2021年（令和3年）
- 1月27日 - 新生銀行（現 SBI新生銀行）との間で、金融商品仲介業務における包括的業務提携に係る基本合意[25]。アプラスとの間で、業務提携に係る基本合意[26]。
- 2月15日 - JCBとの間で、株式投資等に係る支援サービスの共同開発を開始[27][28]。

2022年（令和5年）
- 4月4日 - 京都銀行との間で、金融商品仲介業サービスを開始[29]。
- 8月19日 - 伊予銀行との間で、金融商品仲介業サービスを開始[30]。
- 12月27日 - イオン銀行との間で、金融商品仲介業サービスを開始[31]。

2024年（令和6年）
- 1月4日 - NTTドコモとの資本業務提携（上記参照）。

## 株式分割
2000年8月の新規上場前の1ヶ月半の短期間に、1株1円で3回増資を行い、2万株あった株式を128万株まで増やし（実質64分割）、公募株数：15万株×公募価格：4.5万＝67.5億円を得た。
この公募前の64分割は、上場前に株式分割をすることで、当時、数百万円台、数千万円台がザラであった中で株価を低くし、個人投資家にも購入しやすい値段になることを意図してのものである。
この取り組みがきっかけとなり、商法の「額面株式1株の純資産価値は、5万円を割ってはならない」という規制が撤廃された。そして東証は取引単位の引き下げを、各上場企業に要請することにつながり、個人投資家の市場参入の門戸が広げられた。

## 上場主幹事業務実績
| 上場月         | 銘柄名                                                      | 上場市場   |
| -------------- | ----------------------------------------------------------- | ---------- |
| 2005年6月7日   | ドリームバイザー・ドット・コム（現:ウェルス・マネジメント） | マザーズ   |
| 2006年2月10日  | エスプール                                                  | ヘラクレス |
| 2006年3月15日  | 比較.com                                                    | マザーズ   |
| 2006年12月26日 | マルマエ                                                    | マザーズ   |

このほか、2002年2月に旧マネックス証券として初の案件として、ソースネクストのヘラクレス市場上場主幹事をUFJキャピタル・マーケッツ証券と共同で担っていたが、何らかの思惑により幹事証券会社側が大阪証券取引所への推薦を取り下げたため、上場手続きが取り消しとなっている。

## 行政処分
2006年6月7日、マネックス証券に対して金融庁は、証券取引等監視委員会の検査の結果、法令違反があったとして業務改善命令を出した。
1. 顧客の有価証券の売買等に関する管理が不公正取引の防止上不十分な状況
2. 証券業に係る電子情報処理組織の管理が十分でないと認められる状況

金融庁は、証券取引等監視委員会の検査結果に基づく勧告から業務改善命令を出し、原因究明・チェック体制の整備など、具体的改善策を2006年7月7日までを期限とした報告にすることを求めた。
2009年3月24日、システム障害による行政処分を受けた。